# Iglesia de la Purísima Concepción (Escota)
La iglesia de la Purísima Concepción es un edificio situado en la localidad española de Escota, en la provincia de Álava.

## Descripción
El edificio se encuentra en la localidad española de Escota, del municipio de Ribera Alta, perteneciente a la provincia de Álava, en la comunidad autónoma del País Vasco. Se menciona como iglesia parroquial del lugar en el séptimo volumen del Diccionario geográfico-estadístico-histórico de España y sus posesiones de Ultramar de Pascual Madoz, donde aparece descrita con las siguientes palabras: «igl. parr. (la Concepcion) servida por un beneficiado». En el tomo de la Geografía general del País Vasco-Navarro dedicado a Álava y escrito por Vicente Vera y López, se dice lo siguiente: «Su parroquia es de categoría rural de segunda y está dedicada á la Purísima Concepción».